# June og Jennifer Gibbons
June Gibbons (født 11. april 1963) og Jennifer Gibbons (11. april 1963 – 9. marts 1993) var to identiske tvillinger, der voksede op i Wales. De blev kendt som "The Silent Twins" (de tavse tvillinger), da de kun kommunikerede med hinanden. De skrev fiktion. Begge kvinder blev indskrevet på Broadmoor Hospital, hvor de var i 11 år.

## Tidlige liv
June og Jennifer var døtre af vestindiske immigranter Gloria og Aubrey Gibbons. Kort efter pigernes fødsel i Barbados flyttede familien til England, og i 1974 flyttede de til til Haverfordwest, Wales. Tvillingesøstrene var uadskillelige, og de havde begge svære taleproblemer, hvilket gjorde det svært for personer uden for deres familie at forstå, hvad de sagde og mente. Deres skoletid var meget traumatisk for pigerne, fordi familiens børn var de eneste sorte børn i området, hvilket gjorde, at pigerne blev så meget udsat for racisme, at der var tale om alvorlig mobning. Deres sprog blev på dette tidspunkt endnu mere idiosynkrasisk, og gjorde det umuligt for fremmede at forstå, hvad pigerne sagde. De snakkede kun med hinanden, og deres lillesøster, Rose, og de blev endnu mere isolerede. De afsluttede hinandens sætninger og så ud til at kommunikere med hinanden alene ved hjælp af ansigtsudtryk og mimik.
Da pigerne fyldte 14, og utallige psykologer havde forsøgt at få pigerne til at tale med fremmede uden held, blev pigerne sendt til hver deres kostskole i håb om at bryde deres isolation.
Dette var en katastrofe, idet pigerne blev katatoniske (dvs. de stivnede, og de reagerede ikke, når man snakkede til dem) og slet ikke kunne fungere uden hinanden.
Da de blev genforenet tilbragte de adskillige år, hvor de isolerede sig selv i deres soveværelse, hvor de legede med dukker. De skabte mange skuespil og historie i stil med sæbeopera, og oplæste dem på bånd som gaver til deres søster Rose. Inspireret af et par dagbøger som de fik i julegave i 1979, påbegyndte de deres forfatterkarriere. De bestilte postordre kurser i kreativ skrivning, og de skrev hver deres udførlige dagbog og skrev flere historier, digte og romaner. Disse foregik primært i USA; og særligt i Malibu, Californien, og involverede unge mænd og kvinder, der udviste sært og ofte kriminelt adfærd.

## Jennifers død
Ifølge en kilde havde pigerne en lang og ordløs diskussion om, at hvis en af dem døde, ville den anden begynde at tale og leve et normalt liv. Imens de var på hospitalet, begyndte de at tro, at det virkelig var nødvendigt, at den ene tvilling døde, og efter megen diskussion sagde Jennifer ja til at blive ofret.
Få timer efter denne erklæring, i 1993, døde Jennifer af en pludselig inflammation i hjertet. Der var ingen spor af alkohol eller stoffer i Jennifers blod.
Sagen blev kendt i offentligheden da journalisten Marjorie Wallace fra The Sunday Times skrev om den i avisen. Wallace skrev senere en bog om tvillingerne kaldet The Silent Twins, som blev udgivet i 1986.

## I populærkulturen
Tvillingernes liv blev dramatiseret i tv-filmen The Silent Twins (1986), der blev vist på BBC2 som en del af Screen Two-serien, og en Inside Story dokumentar kaldet Silent Twin – Without My Shadow, som blev sendt på BBC1 i september 1994. Et skuespil baseret på Wallace' bog, med titlen Speechless, havde premiere i London i 2011.
Tvillingernes historie var inspiration til Manic Street Preachers sang "Tsunami" fra 1998.